# Дзембаково
Дзембаково (пол. Dziembakowo) — село в Польщі, у гміні Серпць Серпецького повіту Мазовецького воєводства.
Населення — 399 осіб (2011).
У 1975-1998 роках село належало до Плоцького воєводства.

## Демографія
Демографічна структура станом на 31 березня 2011 року:
|          | Загалом | Допрацездатний вік | Працездатний вік | Постпрацездатний вік |
| -------- | ------- | ------------------ | ---------------- | -------------------- |
| Чоловіки | 208     | 52                 | 143              | 13                   |
| Жінки    | 191     | 54                 | 109              | 28                   |
| Разом    | 399     | 106                | 252              | 41                   |